# Olympische Sommerspiele 2000/Teilnehmer (Guam)
| Gelbes Symbol für Goldmedaillen mit stilisierten Olympischen Ringen | Graues Symbol für Silbermedaillen mit stilisierten Olympischen Ringen | Braundes Symbol für Bronzemedaillen mit stilisierten Olympischen Ringen |
| ------------------------------------------------------------------- | --------------------------------------------------------------------- | ----------------------------------------------------------------------- |
| —                                                                   | —                                                                     | —                                                                       |

Guam nahm an den Olympischen Sommerspielen 2000 in Sydney, Australien, mit sieben Athleten, zwei Frauen und fünf Männern, in fünf Sportarten teil.
Seit 1988 war es die vierte Teilnahme des pazifischen Staates an Olympischen Sommerspielen.

## Flaggenträger
Die Gewichtheberin Melissa Lynn Feyeran trug die Flagge Guams während der Eröffnungsfeier im Stadium Australia.

## Teilnehmer nach Sportarten

### Gewichtheben
- Melissa Lynn Fejeran
Frauen, Leichtgewicht: 15. Platz

### Leichtathletik
- Philam Garcia
100 Meter: Vorläufe

- Rhonda Davidson-Alley
Frauen, Marathon: 44. Platz

### Radsport
- Jazy Garcia
Straßenrennen: DNF
- Derek Horton
Mountainbike, Cross-Country: DNF

### Schwimmen
- Daniel O’Keeffe
100 Meter Schmetterling: 45. Platz

### Segeln
- Brett Chivers
Finn-Dinghy: 41. Platz